# 上野利雄
上野 利雄（うえの としお、1934年3月21日 - 2016年9月30日）は、日本の経営者。小野薬品工業社長、会長を務めた。

## 来歴・人物
兵庫県出身。1957年に大阪市立大学経済学部を卒業し、同年に小野薬品工業に入社した。1981年に取締役に就任し、1983年4月に常務、1985年4月に専務、1989年4月に副社長を経て、1993年6月に社長に就任し、2001年6月には会長に就任した。2005年6月に取締役相談役に就任し、2008年6月から非常勤取締役相談役を務めた。
2016年9月30日、肺炎のために死去。82歳没。